# 2013. évi téli európai ifjúsági olimpiai fesztivál
2013. évi téli európai ifjúsági olimpiai fesztivált hivatalos nevén a XI. téli európai ifjúsági olimpiai fesztivál egy több sportot magába foglaló nemzetközi sportesemény, melyet 2013. február 17. és 22-e között rendeztek Romániában, Brassóban és a környező hegyvidéki üdülőövezetben.
2011. november 24.-én az Európai Olimpiai Bizottságok (EOC) közgyűlésén, Szocsiban dőlt el, hogy 2013-ban Brassó adhat otthont a versenyeknek. A Nemzeti regionális fejlesztési és turisztikai minisztérium ezt követően közel 60 millió eurót fordított a fesztivál helyszíneinek a fejlesztésére és kiépítésére. A fesztivál nyitóünnepségét a brassói Ion Țiriac Sportkomplexumban rendezték február 17-én. A játékokat Victor Ponta, Románia miniszterelnöke nyitotta meg.
A fesztivál logója egy csillag alakú, öt ágú hópehely volt, melynek ágai az olimpiai zászló öt színére (kék, sárga, fekete, zöld és piros) voltak festve. A játékok kabalaállata a Martin névre keresztelt barna medve volt.

## A versenyek helyszínei
- Brassó - a Ion Țiriac Sportkomplexumban tartották a nyitó és záróünnepségeket, a brassói jégcsarnok pedig a jégkorongmérkőzések helyszíne volt.
- Brassópojána - az alpesisí, a rövidpályás gyorskorcsolya és a műkorcsolya versenyszámainak a helyszíne volt.
- Predeál - a sífutás és a hódeszka versenyszámainak adott otthont.
- Barcarozsnyó - a síugrás helyszíne volt.
- Fundáta - itt rendezték a biatlon versenyeket.

## Részt vevő nemzetek
Az alábbi 45 nemzet képviseltette magát a sporteseményen:
- Albánia
- Andorra
- Ausztria
- Belgium
- Bosznia-Hercegovina
- Bulgária
- Ciprus
- Csehország
- Dánia
- Észtország
- Fehéroroszország
- Finnország
- Franciaország
- Görögország
- Grúzia
- Hollandia
- Horvátország
- Izland
- Írország
- Lengyelország
- Lettország
- Liechtenstein
- Litvánia
- Luxemburg
- Észak-Macedónia
- Magyarország
- Moldova
- Monaco
- Montenegró
- Egyesült Királyság
- Németország
- Norvégia
- Olaszország
- Oroszország
- Örményország
- Románia
- San Marino
- Spanyolország
- Svájc
- Svédország
- Szerbia
- Szlovákia
- Szlovénia
- Törökország
- Ukrajna

Azerbajdzsán, Izrael, Málta és Portugália nem vett részt a fesztiválon.

## Versenyszámok
| Versenyszámok a 2013. évi téli európai ifjúsági olimpiai fesztiválon |       |     |        |          |
| Sportág, szakág                                                      | férfi | női | vegyes | összesen |
| Alpesisí                                                             | 2     | 2   | 1      | 5        |
| Biatlon                                                              | 2     | 2   | 1      | 5        |
| Hódeszka                                                             | 2     | 2   |        | 4        |
| Jégkorong                                                            | 1     |     |        | 1        |
| Műkorcsolya                                                          | 1     | 1   |        | 2        |
| Rövidpályás gyorskorcsolya                                           | 3     | 3   | 1      | 7        |
| Sífutás                                                              | 3     | 3   | 1      | 7        |
| Síugrás                                                              | 2     | 2   | 1      | 5        |
|                                                                      |       |     |        |          |
| Összesen                                                             | 16    | 15  | 5      | 36       |

## Menetrend
A 2013. évi téli európai ifjúsági olimpiai fesztivál menetrendje:
| ● | Nyitóünnepség | ● | Versenynapok | ● | Döntők | ● | Záróünnepség |

| Február                    | Február                    | 17 | 18 | 19 | 20 | 21 | 22 | Versenyszámok |
| -------------------------- | -------------------------- | -- | -- | -- | -- | -- | -- | ------------- |
| Ünnepségek                 | Ünnepségek                 | ●  |    |    |    |    | ●  |               |
| Alpesisí                   | Alpesisí                   |    | 1  | 1  | 1  | 1  | 1  | 5             |
| Biatlon                    | Biatlon                    |    |    | 2  |    | 2  | 1  | 5             |
| Hódeszka                   | Hódeszka                   |    |    | 2  |    | 2  |    | 4             |
| Jégkorong                  | Jégkorong                  |    | ●  | ●  | ●  | ●  | 1  | 1             |
| Műkorcsolya                | Műkorcsolya                |    |    |    | ●  | 1  | 1  | 2             |
| Rövidpályás gyorskorcsolya | Rövidpályás gyorskorcsolya | 2  | 2  | 3  |    |    |    | 7             |
| Sífutás                    | Sífutás                    |    | 2  | 2  |    | 2  | 1  | 7             |
| Síugrás                    | Síugrás                    |    | 1  | 1  | 1  | 1  | 1  | 5             |
| Összes aznapi döntő        | Összes aznapi döntő        | 2  | 6  | 11 | 2  | 9  | 6  | 36            |

## Éremtáblázat
| A 2013. évi téli európai ifjúsági olimpiai fesztivál éremtáblázata | A 2013. évi téli európai ifjúsági olimpiai fesztivál éremtáblázata | A 2013. évi téli európai ifjúsági olimpiai fesztivál éremtáblázata | A 2013. évi téli európai ifjúsági olimpiai fesztivál éremtáblázata | A 2013. évi téli európai ifjúsági olimpiai fesztivál éremtáblázata | Olimpia  |
| ------------------------------------------------------------------ | ------------------------------------------------------------------ | ------------------------------------------------------------------ | ------------------------------------------------------------------ | ------------------------------------------------------------------ | -------- |
|                                                                    | Ország                                                             | Arany                                                              | Ezüst                                                              | Bronz                                                              | Összesen |
| 1.                                                                 | Oroszország                                                        | 11                                                                 | 7                                                                  | 4                                                                  | 22       |
| 2.                                                                 | Németország                                                        | 6                                                                  | 7                                                                  | 3                                                                  | 16       |
| 3.                                                                 | Franciaország                                                      | 4                                                                  | 3                                                                  | 5                                                                  | 12       |
| 4.                                                                 | Szlovénia                                                          | 3                                                                  | 3                                                                  | 4                                                                  | 10       |
| 5.                                                                 | Ausztria                                                           | 2                                                                  | 4                                                                  | 6                                                                  | 12       |
| 6.                                                                 | Olaszország                                                        | 2                                                                  | 4                                                                  | 2                                                                  | 8        |
| 7.                                                                 | Norvégia                                                           | 2                                                                  | 2                                                                  | 2                                                                  | 6        |
| 8.                                                                 | Románia                                                            | 1                                                                  | 2                                                                  | 0                                                                  | 3        |
| 9.                                                                 | Lengyelország                                                      | 1                                                                  | 1                                                                  | 2                                                                  | 4        |
| 10.                                                                | Ukrajna                                                            | 1                                                                  | 1                                                                  | 1                                                                  | 3        |
| 11.                                                                | Svájc                                                              | 1                                                                  | 0                                                                  | 3                                                                  | 4        |
| 12.                                                                | Finnország                                                         | 1                                                                  | 0                                                                  | 1                                                                  | 2        |
| 13.                                                                | Csehország                                                         | 1                                                                  | 0                                                                  | 0                                                                  | 1        |
| 14.                                                                | Litvánia                                                           | 0                                                                  | 1                                                                  | 0                                                                  | 1        |
|                                                                    | Egyesült Királyság                                                 | 0                                                                  | 1                                                                  | 0                                                                  | 1        |
| 16.                                                                | Észtország                                                         | 0                                                                  | 0                                                                  | 1                                                                  | 1        |
|                                                                    | Fehéroroszország                                                   | 0                                                                  | 0                                                                  | 1                                                                  | 1        |
|                                                                    | Hollandia                                                          | 0                                                                  | 0                                                                  | 1                                                                  | 1        |
|                                                                    |                                                                    |                                                                    |                                                                    |                                                                    |          |
| Összesen                                                           | Összesen                                                           | 36                                                                 | 36                                                                 | 36                                                                 | 108      |